# Liga mistrů CAF 2012
Ročník 2012 Ligy mistrů CAF byl 16. ročníkem klubové soutěže pro nejlepší africké fotbalové týmy. Vítězem se stal tým Al-Ahly SC, který postoupil na Mistrovství světa ve fotbale klubů 2012.

## Předkolo
Úvodní zápasy hrány v termínu od 17. do 19. února, odvety od 2. do 4. března 2012.
| Domácí v 1. zápase          | Celkem         | Hosté v 1. zápase             | 1. zápas | 2. zápas     |
| --------------------------- | -------------- | ----------------------------- | -------- | ------------ |
| ASFA-Yennenga Ouagadougou   | 1:4            | ASO Chlef                     | 0:0      | 1:4          |
| AS Vita Club                | 6:4            | Athlético Olympic             | 5:0      | 1:4          |
| DFC8                        | (v) 2:2        | Les Astres FC                 | 1:0      | 1:2          |
| Young Africans              | 1:2            | Zamalek SC                    | 1:1      | 0:1          |
| Missile FC                  | 3:4            | Africa Sports National        | 3:2      | 0:2          |
| Ports Authority             | 0:1            | Horoya AC                     | 0:0      | 0:1          |
| Foullah Edifice             | 1:3            | JSM Béjaïa                    | 0:0      | 1:3          |
| AFAD Djékanou               | 2:0            | Diables Noirs                 | 1:0      | 1:0          |
| Tusker FC                   | 0:1            | APR FC                        | 0:0      | 0:1          |
| Coin Nord de Mitsamiouli    | 2:4            | Ethiopian Coffee              | 1:0      | 1:4          |
| AS GNN                      | 0:1            | Tonnerre d'Abomey FC          | 0:0      | 0:1          |
| Orlando Pirates             | 2:4            | CRD Libolo                    | 1:3      | 1:1          |
| Uganda Revenue Authority SC | 3:0            | Lesotho Correctional Services | 3:0      | 0:0          |
| Mafunzo FC                  | 0:5            | Liga Muçulmana de Maputo      | 0:2      | 0:3          |
| Brikama United              | 1:1 (3:1 pen.) | US Ouakam                     | 0:1      | 1:0 (prodl.) |
| CD Elá Nguema               | 0:6            | Dolphins FC                   | 0:3      | 0:3          |
| LSCRFC                      | 0:5            | Berekum Chelsea               | 0:2      | 0:3          |
| Green Mamba FC              | 2:8            | FC Platinum                   | 2:4      | 0:4          |
| Japan Actuel's FC           | 1:8            | Power Dynamos                 | 1:5      | 0:3          |

## První kolo
Úvodní zápasy hrány v termínu od 23. do 25. března, odvety od 6. do 8. dubna 2012.
| Domácí v 1. zápase          | Celkem  | Hosté v 1. zápase           | 1. zápas | 2. zápas |
| --------------------------- | ------- | --------------------------- | -------- | -------- |
| ASO Chlef                   | 3:2     | AS Vita Club                | 0:0      | 3:2      |
| DFC8                        | 1:8     | Al-Hilal Khartum            | 0:3      | 1:5      |
| Zamalek SC                  | (v) 2:2 | Africa Sports National      | 1:0      | 1:2      |
| Horoya AC                   | 1:4     | Maghreb Fez                 | 1:1      | 0:3      |
| JSM Béjaïa                  | 1:5     | AFAD Djékanou               | 1:2      | 0:3      |
| APR FC                      | 2:3     | Étoile Sportive du Sahel    | 0:0      | 2:3      |
| Ethiopian Coffee            | 0:3     | Al-Ahly SC                  | 0:0      | 0:3      |
| Tonnerre d'Abomey FC        | 2:5     | Stade Malien                | 0:0      | 2:5      |
| CRD Libolo                  | 4:4 (v) | Sunshine Stars FC           | 4:1      | 0:3      |
| Uganda Revenue Authority SC | –       | Djoliba AC                  | 0:2      | 1        |
| Liga Muçulmana de Maputo    | 2:3     | Dynamos FC                  | 2:2      | 0:1      |
| Brikama United              | 2:4     | Espérance Sportive de Tunis | 1:1      | 1:3      |
| Dolphins FC                 | 2:2 (v) | Cotonsport Garoua           | 2:1      | 0:1      |
| Berekum Chelsea             | 5:3     | Raja Casablanca             | 5:0      | 0:3      |
| FC Platinum                 | 2:5     | Al-Merrikh Khartum          | 2:2      | 0:3      |
| Power Dynamos               | 1:7     | TP Mazembe                  | 1:1      | 0:6      |

1 Djoliba AC kontumačně postoupila, neboť tým Uganda Revenue Authority FC odmítl odcestovat k odvetnému zápasu do politicky nestabilního Mali.

## Druhé kolo
Úvodní zápasy hrány v termínu od 27. do 29. dubna, odvety od 11. do 13. května 2012. Poražení z této fáze postoupili do 3. kola Poháru CAF.
| Domácí v 1. zápase          | Celkem         | Hosté v 1. zápase  | 1. zápas | 2. zápas     |
| --------------------------- | -------------- | ------------------ | -------- | ------------ |
| Al-Hilal Khartum            | 2:2 (2:4 pen.) | ASO Chlef          | 1:1      | 1:1 (prodl.) |
| Maghreb Fez                 | 0:4            | Zamalek SC         | 0:2      | 0:2          |
| Étoile Sportive du Sahel    | 4:2            | AFAD Djékanou      | 4:1      | 0:1          |
| Stade Malien                | 2:3            | Al-Ahly SC         | 1:0      | 1:3          |
| Djoliba AC                  | 1:2            | Sunshine Stars FC  | 1:1      | 0:1          |
| Espérance Sportive de Tunis | 7:1            | Dynamos FC         | 6:0      | 1:1          |
| Berekum Chelsea             | 2:1            | Cotonsport Garoua  | 0:0      | 2:1          |
| TP Mazembe                  | 3:1            | Al-Merrikh Khartum | 2:0      | 1:1          |

## Základní skupiny
Hrány od 6. července do 16. září 2012.
| Vysvětlivky          |
| -------------------- |
| Postup do semifinále |

### Skupina A
| Tým                      | Z              | V              | R              | P              | VG             | IG             | +/-            | B              |
| ------------------------ | -------------- | -------------- | -------------- | -------------- | -------------- | -------------- | -------------- | -------------- |
| Espérance ST             | 4              | 3              | 0              | 1              | 6              | 3              | +3             | 9              |
| Sunshine Stars           | 4              | 2              | 0              | 2              | 4              | 4              | 0              | 6              |
| ASO Chlef                | 4              | 1              | 0              | 3              | 4              | 7              | -3             | 3              |
| Étoile Sportive du Sahel | Diskvalifikace | Diskvalifikace | Diskvalifikace | Diskvalifikace | Diskvalifikace | Diskvalifikace | Diskvalifikace | Diskvalifikace |

|                          | ASO | EST | ESS | SUN |
| ------------------------ | --- | --- | --- | --- |
| ASO Chlef                | —   | 1:0 | 0:1 | 1:2 |
| Espérance ST             | 3:2 | —   | 1:0 | 1:0 |
| Étoile Sportive du Sahel | —   | 0:2 | —   | 0:0 |
| Sunshine Stars           | 2:0 | 0:2 | —   | —   |

Pozn.: Po řádění fanoušků týmu Étoile Sportive du Sahel ve 4. kole základní skupiny byl tento tým vyloučen a všechny jeho zápasy byly anulovány.

### Skupina B
| Tým             | Z | V | R | P | VG | IG | +/- | B  |
| --------------- | - | - | - | - | -- | -- | --- | -- |
| Al-Ahly SC      | 6 | 3 | 2 | 1 | 9  | 6  | +3  | 11 |
| TP Mazembe      | 6 | 3 | 1 | 2 | 9  | 6  | +3  | 10 |
| Berekum Chelsea | 6 | 2 | 3 | 1 | 9  | 10 | -1  | 9  |
| Zamalek         | 6 | 0 | 2 | 4 | 5  | 10 | -5  | 2  |

|                 | AHL | BER | TPM | ZAM |
| --------------- | --- | --- | --- | --- |
| Al-Ahly SC      | —   | 4:1 | 2:1 | 1:1 |
| Berekum Chelsea | 1:1 | —   | 1:0 | 3:2 |
| TP Mazembe      | 2:0 | 2:2 | —   | 2:0 |
| Zamalek         | 0:1 | 1:1 | 1:2 | —   |

## Semifinále
Úvodní zápasy hrány 6. a 7. října, odvety 20. a 21. října 2012.
| Domácí v 1. zápase | Celkem | Hosté v 1. zápase | 1. zápas | 2. zápas |
| ------------------ | ------ | ----------------- | -------- | -------- |
| TP Mazembe         | 0:1    | Espérance ST      | 0:0      | 0:1      |
| Sunshine Stars     | 3:4    | Al-Ahly SC        | 3:3      | 0:1      |

## Finále
Úvodní zápas 4., odveta 17. listopadu 2012.
| Domácí v 1. zápase | Celkem | Hosté v 1. zápase | 1. zápas | 2. zápas |
| ------------------ | ------ | ----------------- | -------- | -------- |
| Al-Ahly SC         | 3:2    | Espérance ST      | 1:1      | 2:1      |